# بروك هالفورسن
بروك هالفورسن (7 فبراير 1990 - ) هي لاعبة كرة طائرة كندا.

## وصلات خارجية
- بروك هالفورسن على موقع عالم الكرة الطائرة (الإنجليزية)